# Alphonse Henri d'Hautpoul
Alphonse Henri d'Hautpoul, född den 4 januari 1789 i Versailles, död den 27 juli 1865 i Paris, var en fransk greve, general och senator. Han var bror till Marie Constant Fidèle Henri d'Hautpoul och kusin Jean-Joseph Ange d'Hautpoul.
d'Hautpoul blev 1806 löjtnant, deltog i fälttågen i Preussen, Polen och Spanien samt tillfångatogs 1812 av engelsmännen vid Salamanca. Efter första Parisfreden återkommen från England till Frankrike, befordrades han till överste och anförde under 1823 års spanska fälttåg ett gardesregemente. Han utnämndes 1828 till generalmajor, 1830 till expeditionschef i krigsdepartementet och 1841 till generallöjtnant. I oktober 1849 blev han krigsminister, men lämnade året efter denna plats och begav sig då som generalguvernör till Algeriet, varifrån han återkallades 1851. Av Napoleon III utsågs han efter statsstrecket den 2 december 1851 till medlem av senaten och storreferendarie vid denna kår.